# Trentepohlia (Trentepohlia) christophersi
Trentepohlia (Trentepohlia) christophersi is een tweevleugelige uit de familie steltmuggen (Limoniidae). De soort komt voor in het Oriëntaals gebied.